# Gnetum
Gnetum è un genere di piante che include circa 30-35 specie di gimnosperme appartenenti alla divisione delle Gnetofite. È l'unico genere della famiglia Gnetaceae e dell'ordine Gnetales.
Comprende essenze arboree, arbustive e liane sempreverdi delle aree tropicali.

## Specie
- Gnetum subsect. Gnetum - 2 specie arboree del sud-est asiatico 
  - Gnetum gnemon
  - una specie arborea indomalese
- Gnetum subsect. Micrognemones - 2 specie di liane distribuite nella parte occidentale dell'Africa tropicale
  - Gnetum africanum
  - Gnetum buchholzianum
- Gnetum subsect. Araeognemones - 9 specie di liane della zona tropicale dell'America meridionale e centrale
  - Gnetum amazonicum
  - Gnetum camporum
  - Gnetum leyboldii
  - Gnetum nodiflorum
  - Gnetum paniculatum
  - Gnetum schwackeanum
  - Gnetum urens
  - Gnetum venosum
- Gnetum subsect. Cylindrostachys -  una ventina di specie di liane dell'Asia meridionale
  - Gnetum arboreum
  - Gnetum catasphaericum
  - Gnetum contractum
  - Gnetum costatum
  - Gnetum cuspidatum
  - Gnetum diminutum
  - Gnetum giganteum
  - Gnetum gnemonoides
  - Gnetum gracilipes
  - Gnetum hainanense
  - Gnetum klossii
  - Gnetum latifolium
  - Gnetum leptostachyum
  - Gnetum loerzingii
  - Gnetum luofuense
  - Gnetum macrostachyum
  - Gnetum microcarpum
  - Gnetum montanum
  - Gnetum neglectum
  - Gnetum oxycarpum
  - Gnetum parvifolium
  - Gnetum pendulum
  - Gnetum ridleyi
  - Gnetum tenuifolium
  - Gnetum ula